# Pentatomide
Pentatomidele (Pentatomidae), numite popular "ploșnițe de câmp, ploșnițe de pădure, ploșnițe de grădină", este o familie de insecte din ordinul hemipterelor. Se caracterizează prin prezența antenelor cu 5 articole, ca și la scuteleride (Scutelleridae), dar scutelul este triunghiular și nu ajunge cu vârful său la extremitatea abdomenului, însă depășește mijlocul abdomenului,   atingând   baza  membranei   hemielitrei.  Membrana hemielitrei are numeroase nervuri longitudinale. Este  o  familie  foarte mare, cuprinzând numeroase genuri și specii. Multe specii sunt dăunătoare.
Printre speciile mai cunoscute se numără:
- Ploșnițele cerealelor (Aelia acuminata și Aelia rostrata)  au corpul de formă aproape rombică, cu capul triunghiular, corpul îngustat posterior, culoarea cenușie-roșcată cu dungi în lung. Lungimea 8-10 mm la prima specie, 11-12 mm la o doua specie. Ploșnițele cerealelor sunt mult răspândite și dăunătoare.

- Eurydema (strechea). Sunt ploșnițele cruciferelor, având mai multe specii: ploșnița albastră a verzei (Eurydema oleracea), de culoare albastră sau verde metalică, aproape neagră cu pete gălbui sau roșcate. Dăunătoare verzei, ridichilor și altor crucifere. Ploșnița roșie a verzei (Eurydema ornata) foarte dăunătoare la crucifere, are culoarea neagră, cu desene frumoase roșii și 6 pete negre pe corselet. De regulă se găsește pe cruciferele spontane.

- Ploșnița cenușie (Rhaphigaster nebulosa, sin. Rhaphigaster griseus), foarte rău mirositoare. De 14-16 mm, are o culoare cenușie cu mici puncte negre. Larg răspândita; nu este dăunătoare.

- Ploșnița de pădure sau ploșnița castanie (Pentatoma rufipes, sin. Tropicoris rufipes), de 15 mm, de culoare cenușie-brună, cu puncte negre, dese. Vârful corseletului, precum și picioarele sunt de culoare ruginie Specie rău mirositoare, foarte comună.

- Ploșnita de câmp (Dolycoris baccarum, sin. Carpocoris baccarum), de 12-14 mm, de culori foarte variate, este o specie rău mirositoare, insectivoră, vânând mai ales afide.

- Ploșnita pinilor (Chlorochroa pinicola, sin. Pentatoma pinicola) de culoare verde cu brun, are rostrul scurt. Se întâlnește pe pin.

## Subdiviziuni
Există mai multe subfamilii:
- Aphylinae
- Asopinae
- Cyrtocorinae
- Discocephalinae
- Edessinae
- Pentatominae
- Phyllocephalinae
- Podopinae
- Serbaninae
- Stirotarsinae

## Specii europene
Speciile europene a acestei familii includ:
- Acrosternum arabicum Wagner, 1959
- Acrosternum heegeri Fieber, 1861
- Acrosternum malickyi Josifov & Heiss, 1989
- Acrosternum millierei (Mulsant & Rey, 1866)
- Acrosternum rubescens (Noualhier, 1893)
- Aelia acuminata  (Linnaeus, 1758)
- Aelia albovittata Fieber, 1868
- Aelia angusta Stehlik, 1976
- Aelia cognata Fieber, 1868
- Aelia cribrosa Fieber, 1868
- Aelia furcula Fieber, 1868
- Aelia germari Kuster, 1852
- Aelia klugii Hahn, 1833
- Aelia notata Rey, 1887
- Aelia rostrata Boheman, 1852
- Aelia sibirica Reuter, 1884
- Aelia virgata (Herrich-Schäffer, 1841)
- Ancyrosoma leucogrammes (Gmelin, 1790)
- Andrallus spinidens (Fabricius, 1787)
- Antheminia absinthii (Wagner, 1952)
- Antheminia aliena (Reuter, 1891)
- Antheminia lunulata (Goeze, 1778)
- Antheminia pusio (Kolenati, 1846)
- Antheminia varicornis (Jakovlev, 1874)
- Apodiphus amygdali (Germar, 1817)
- Arma custos (Fabricius, 1794)
- Arma insperata Horvath, 1899
- Asaroticus solskyi Jakovlev, 1873
- Bagrada abeillei Puton, 1881
- Bagrada confusa Horvath, 1936
- Bagrada elegans Puton, 1873
- Bagrada funerea Horvath, 1901
- Bagrada hilaris (Burmeister, 1835)
- Bagrada stolida (Herrich-Schäffer, 1839)
- Bagrada turcica Horvath, 1936
- Brachynema cinctum (Fabricius, 1775)
- Brachynema germarii (Kolenati, 1846)
- Brachynema purpureomarginatum (Rambur, 1839)
- Capnoda batesoni Jakovlev, 1889
- Carpocoris coreanus Distant, 1899
- Carpocoris fuscispinus (Boheman, 1850)
- Carpocoris melanocerus (Mulsant & Rey, 1852)
- Carpocoris pudicus (Poda, 1761)
- Carpocoris purpureipennis (De Geer, 1773)
- Chlorochroa juniperina (Linnaeus, 1758)
- Chlorochroa pinicola (Mulsant & Rey, 1852)
- Chlorochroa reuteriana (Kirkaldy, 1909)
- Chroantha ornatula (Herrich-Schäffer, 1842)
- Codophila varia (Fabricius, 1787)
- Crypsinus angustatus (Baerensprung, 1859)
- Derula flavoguttata Mulsant & Rey, 1856
- Dolycoris baccarum (Linnaeus, 1758)
- Dolycoris numidicus Horvath, 1908
- Dryadocoris apicalis (Herrich-Schäffer, 1842)
- Dybowskyia reticulata (Dallas, 1851)
- Dyroderes umbraculatus (Fabricius, 1775)
- Eudolycoris alluaudi (Noualhier, 1893)
- Eurydema cyanea (Fieber, 1864)
- Eurydema dominulus (Scopoli, 1763)
- Eurydema eckerleini Josifov, 1961
- Eurydema fieberi Schummel, 1837
- Eurydema gebleri Kolenati, 1846
- Eurydema herbacea (Herrich-Schäffer, 1833)
- Eurydema lundbaldi Lindberg, 1960
- Eurydema maracandica Oshanin, 1871
- Eurydema nana Fuente, 1971
- Eurydema oleracea (Linnaeus, 1758)
- Eurydema ornata (Linnaeus, 1758)
- Eurydema rotundicollis (Dohrn, 1860)
- Eurydema rugulosa (Dohrn, 1860)
- Eurydema sea Pericart & De la Rosa 2004
- Eurydema spectabilis Horvath, 1882
- Eurydema ventralis Kolenati, 1846
- Eysarcoris aeneus (Scopoli, 1763)
- Eysarcoris ventralis (Westwood, 1837)
- Eysarcoris venustissimus (Schrank, 1776)
- Graphosoma interruptum White, 1839
- Graphosoma lineatum (Linnaeus, 1758)
- Graphosoma melanoxanthum Horvath, 1903
- Graphosoma semipunctatum (Fabricius, 1775)
- Halyomorpha halys (Stål, 1855)
- Holcogaster fibulata (Germar, 1831)
- Holcostethus albipes (Fabricius, 1781)
- Holcostethus evae Ribes, 1988
- Holcostethus sphacelatus (Fabricius, 1794)
- Jalla dumosa (Linnaeus, 1758)
- Leprosoma inconspicuum Baerensprung, 1859
- Leprosoma stali Douglas & Scott, 1868
- Leprosoma tuberculatum Jakovlev, 1874
- Macrorhaphis acuta Dallas, 1851
- Mecidea lindbergi Wagner, 1954
- Mecidea pallidissima Jensen-Haarup, 1922
- Menaccarus arenicola (Scholz, 1847)
- Menaccarus deserticola Jakovlev, 1900
- Menaccarus dohrnianus (Mulsant & Rey, 1866)
- Menaccarus turolensis Fuente, 1971
- Mustha spinosula (Lefèbvre, 1831)
- Neostrachia bisignata (Walker, 1867)
- Neottiglossa bifida (A. Costa, 1847)
- Neottiglossa flavomarginata (Lucas, 1849)
- Neottiglossa leporina (Herrich-Schäffer, 1830)
- Neottiglossa lineolata (Mulsant & Rey, 1852)
- Neottiglossa pusilla (Gmelin, 1790)
- Nezara viridula (Linnaeus, 1758)
- Palomena formosa Vidal, 1940
- Palomena prasina (Linnaeus, 1761)
- Palomena viridissima (Poda, 1761)
- Pentatoma rufipes (Linnaeus, 1758)
- Peribalus congenitus Putshkov, 1965
- Peribalus inclusus (Dohrn, 1860)
- Peribalus strictus (Fabricius, 1803)
- Perillus bioculatus (Fabricius, 1775)
- Picromerus bidens (Linnaeus, 1758)
- Picromerus brachypterus Ahmad & Onder, 1990
- Picromerus conformis (Herrich-Schäffer, 1841)
- Picromerus nigridens (Fabricius, 1803)
- Piezodorus lituratus (Fabricius, 1794)
- Piezodorus punctipes Puton, 1889
- Piezodorus teretipes (Stål, 1865)
- Pinthaeus sanguinipes (Fabricius, 1781)
- Podops annulicornis Jakovlev, 1877
- Podops calligerus Horvath, 1887
- Podops curvidens Costa, 1843
- Podops dilatatus Puton, 1873
- Podops inunctus (Fabricius, 1775)
- Podops rectidens Horvath, 1883
- Putonia torrida Stål, 1872
- Rhacognathus punctatus (Linnaeus, 1758)
- Rhaphigaster nebulosa (Poda, 1761)
- Rubiconia intermedia (Wolff, 1811)
- Schyzops aegyptiaca (Lefèbvre, 1831)
- Sciocoris angularis Puton, 1889
- Sciocoris angusticollis Puton, 1895
- Sciocoris conspurcatus Klug, 1845
- Sciocoris convexiusculus Puton, 1874
- Sciocoris cursitans (Fabricius, 1794)
- Sciocoris deltocephalus Fieber, 1861
- Sciocoris distinctus Fieber, 1851
- Sciocoris galiberti Ribaut, 1926
- Sciocoris helferi Fieber, 1851
- Sciocoris hoberlandti Wagner, 1954
- Sciocoris homalonotus Fieber, 1851
- Sciocoris luteolus Fieber, 1861
- Sciocoris macrocephalus Fieber, 1851
- Sciocoris maculatus Fieber, 1851
- Sciocoris microphthalmus Flor, 1860
- Sciocoris modestus Horvath, 1903
- Sciocoris ochraceus Fieber, 1861
- Sciocoris orientalis Linnavuori, 1960
- Sciocoris pallens Klug, 1845
- Sciocoris pentheri Wagner, 1953
- Sciocoris pictus Wagner, 1959
- Sciocoris sideritidis Wollaston, 1858
- Sciocoris sulcatus Fieber, 1851
- Sciocoris umbrinus (Wolff, 1804)
- Sciocoriscanariensis Lindberg, 1953
- Scotinophara sicula (A. Costa, 1841)
- Scotinophara subalpina (Bergroth, 1893)
- Stagonomus amoenus (Brullé, 1832)
- Stagonomus bipunctatus (Linnaeus, 1758)
- Stagonomus devius Seidenstucker, 1965
- Stagonomus grenieri (Signoret, 1865)
- Staria lunata (Hahn, 1835)
- Stenozygum coloratum (Klug, 1845)
- Sternodontus binodulus Jakovlev, 1893
- Sternodontus obtusus Mulsant & Rey, 1856
- Tarisa dimidiatipes Puton, 1874
- Tarisa elevata Reuter, 1901
- Tarisa flavescens Amyot & Serville, 1843
- Tarisa pallescens Jakovlev, 1871
- Tarisa salsolae Kerzhner, 1964
- Tarisa subspinosa (Germar, 1839)
- Tholagmus flavolineatus (Fabricius, 1798)
- Tholagmus strigatus (Herrich-Schäffer, 1835)
- Trochiscocoris hemipterus (Jakovlev, 1879)
- Trochiscocoris rotundatus Horvath, 1895
- Troilus luridus (Fabricius, 1775)
- Ventocoris achivus (Horvath, 1889)
- Ventocoris falcatus (Cyrillus, 1791)
- Ventocoris fischeri (Herrich-Schäffer, 1851)
- Ventocoris halophilum (Jakovlev, 1874)
- Ventocoris modestus (Jakovlev, 1880)
- Ventocoris philalyssum (Kiritshenko, 1916)
- Ventocoris ramburi (Horvath, 1908)
- Ventocoris rusticus (Fabricius, 1781)
- Ventocoris trigonus (Krynicki, 1871)
- Vilpianus galii (Wolff, 1802)
- Zicrona caerulea (Linnaeus, 1758)

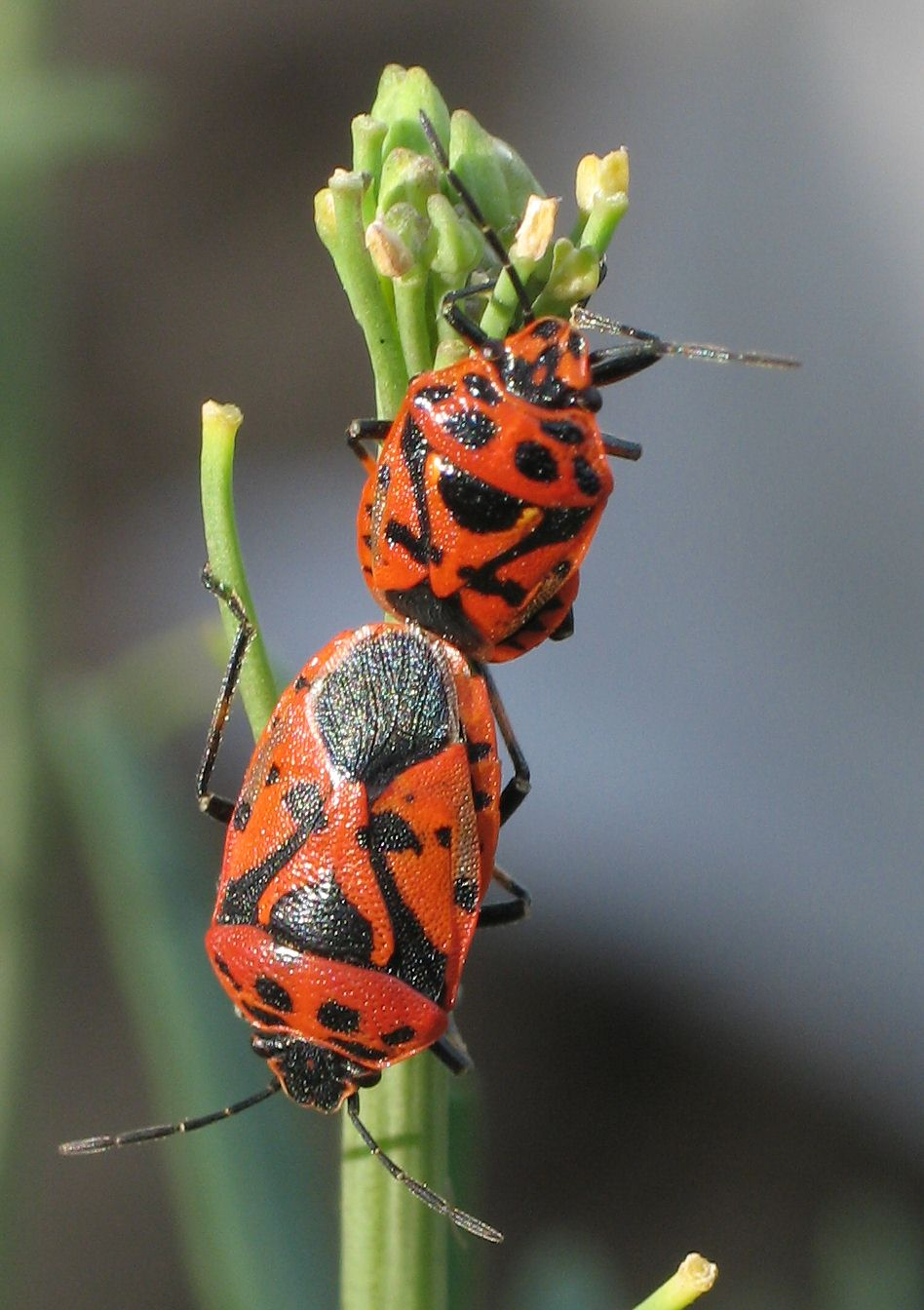
Ploşniţa albastră a verzei  (Eurydema oleracea)
- Ploșnița roșie a verzei (Eurydema ornata)
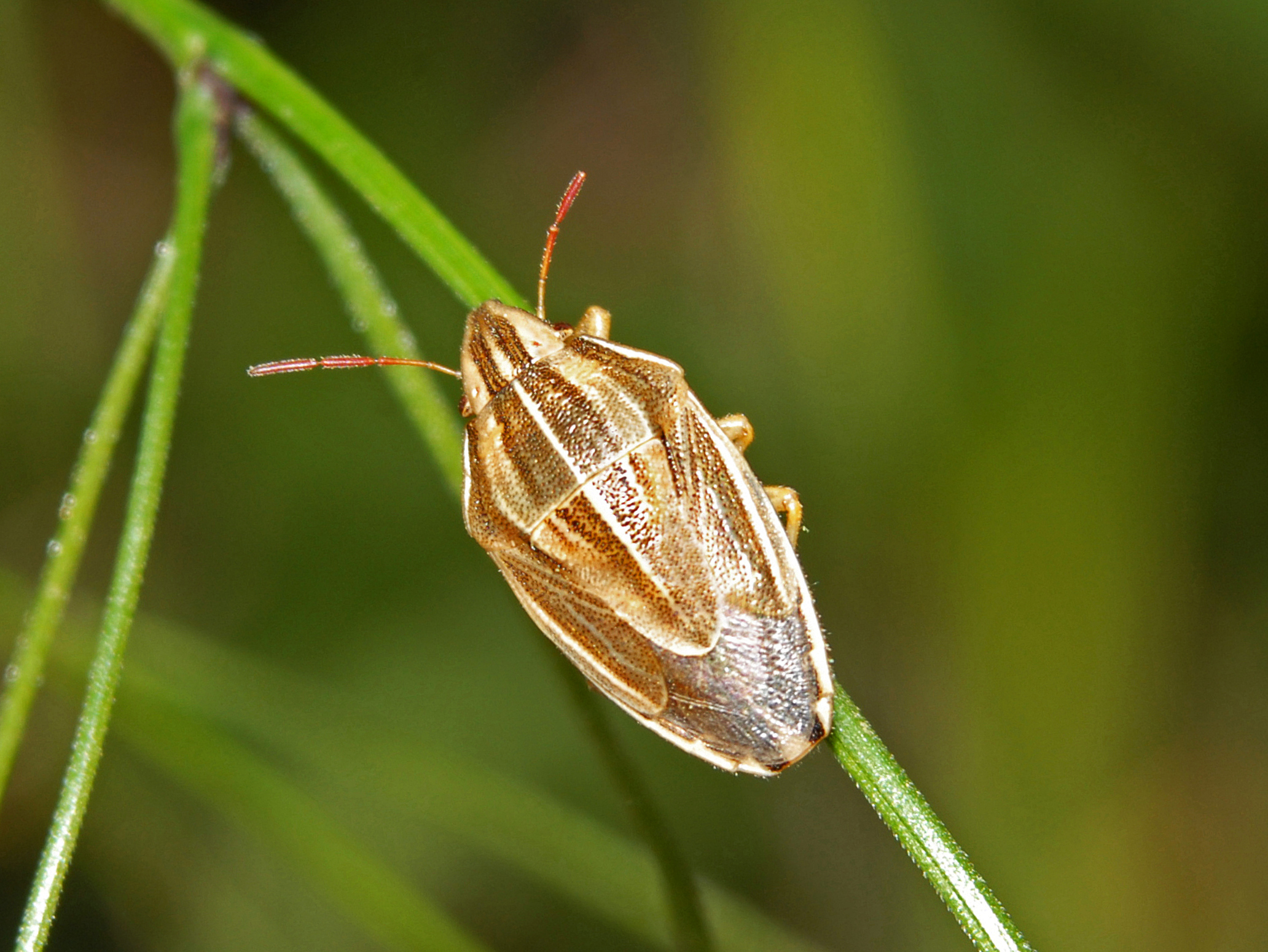
Ploşniţa vărgată mică a cerealelor (Aelia acuminata)
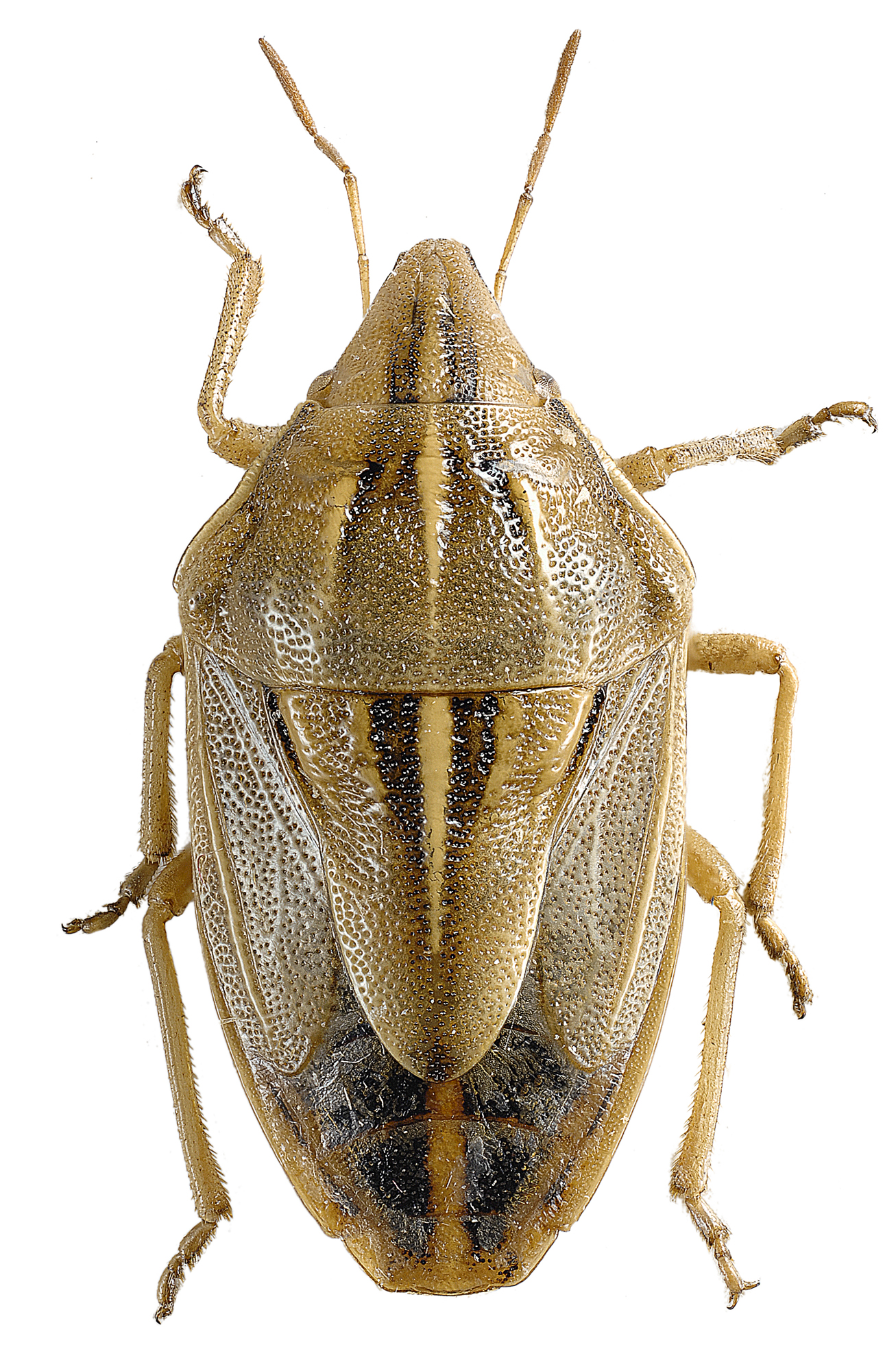
Ploşniţa vărgată mare a cerealelor (Aelia rostrata)
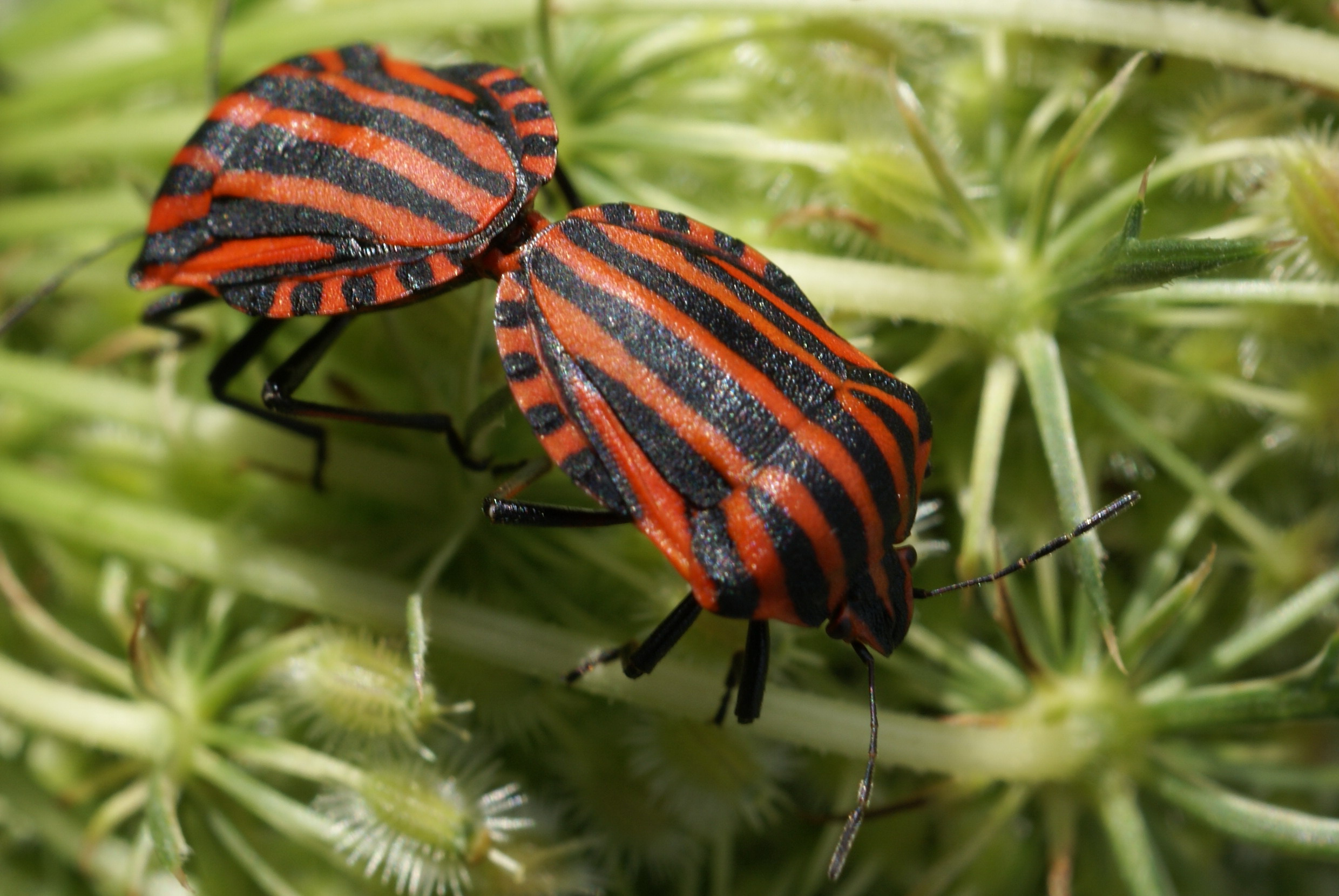
Ploșnița vărgată a umbeliferelor (Graphosoma lineatum)
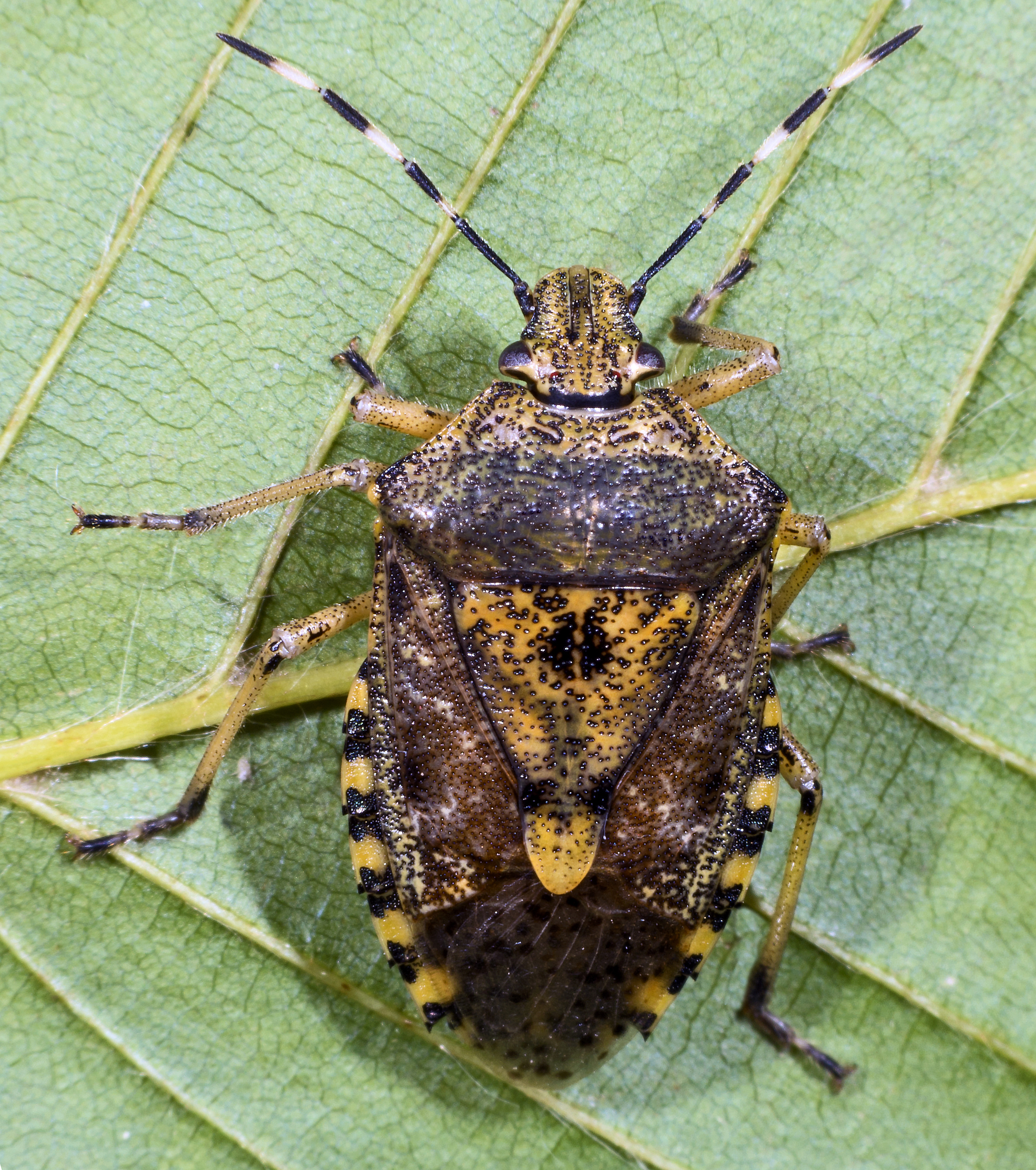
Ploșnița cenușie (Rhaphigaster griseus)
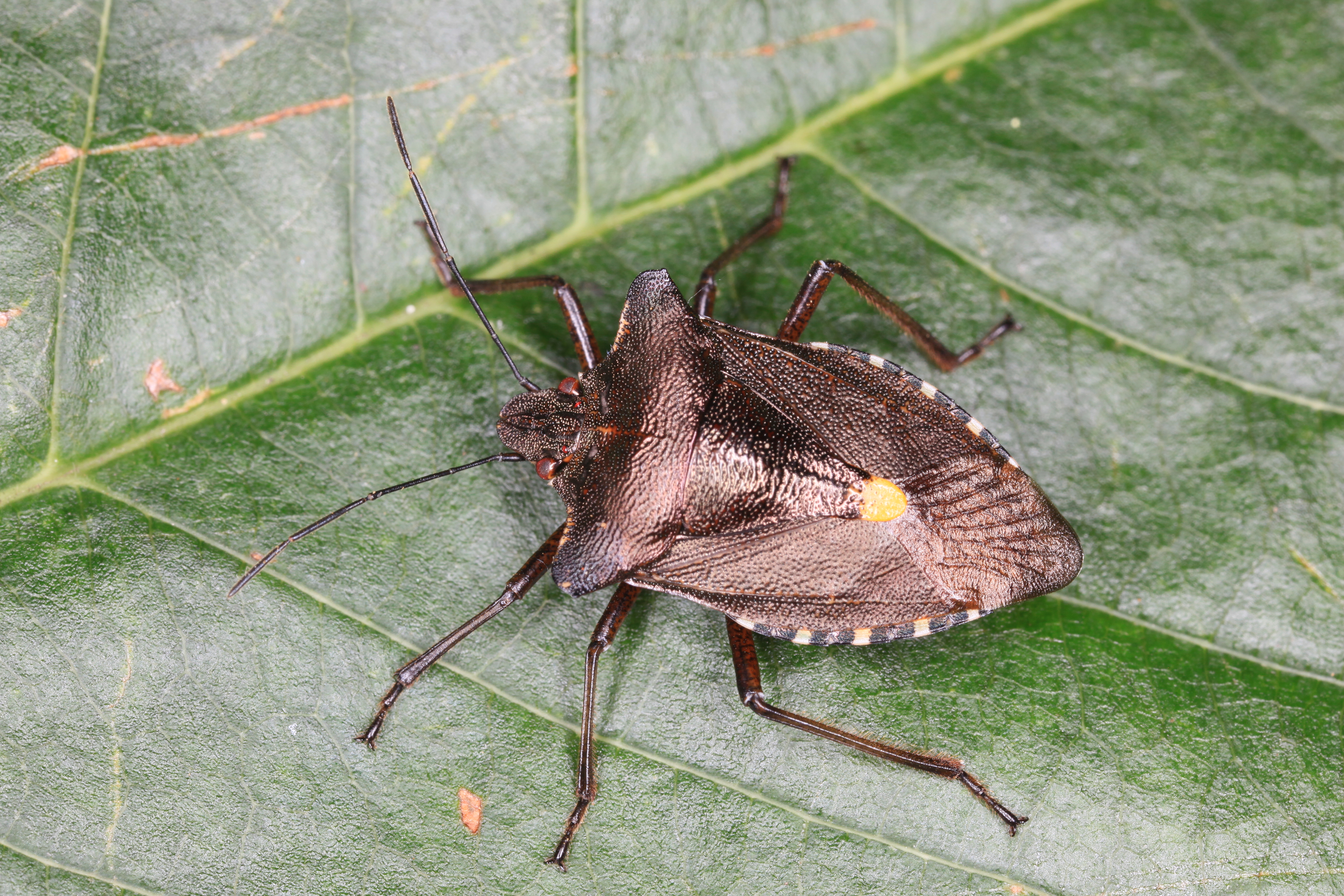
Ploșnița de pădure (Pentatoma rufipes)
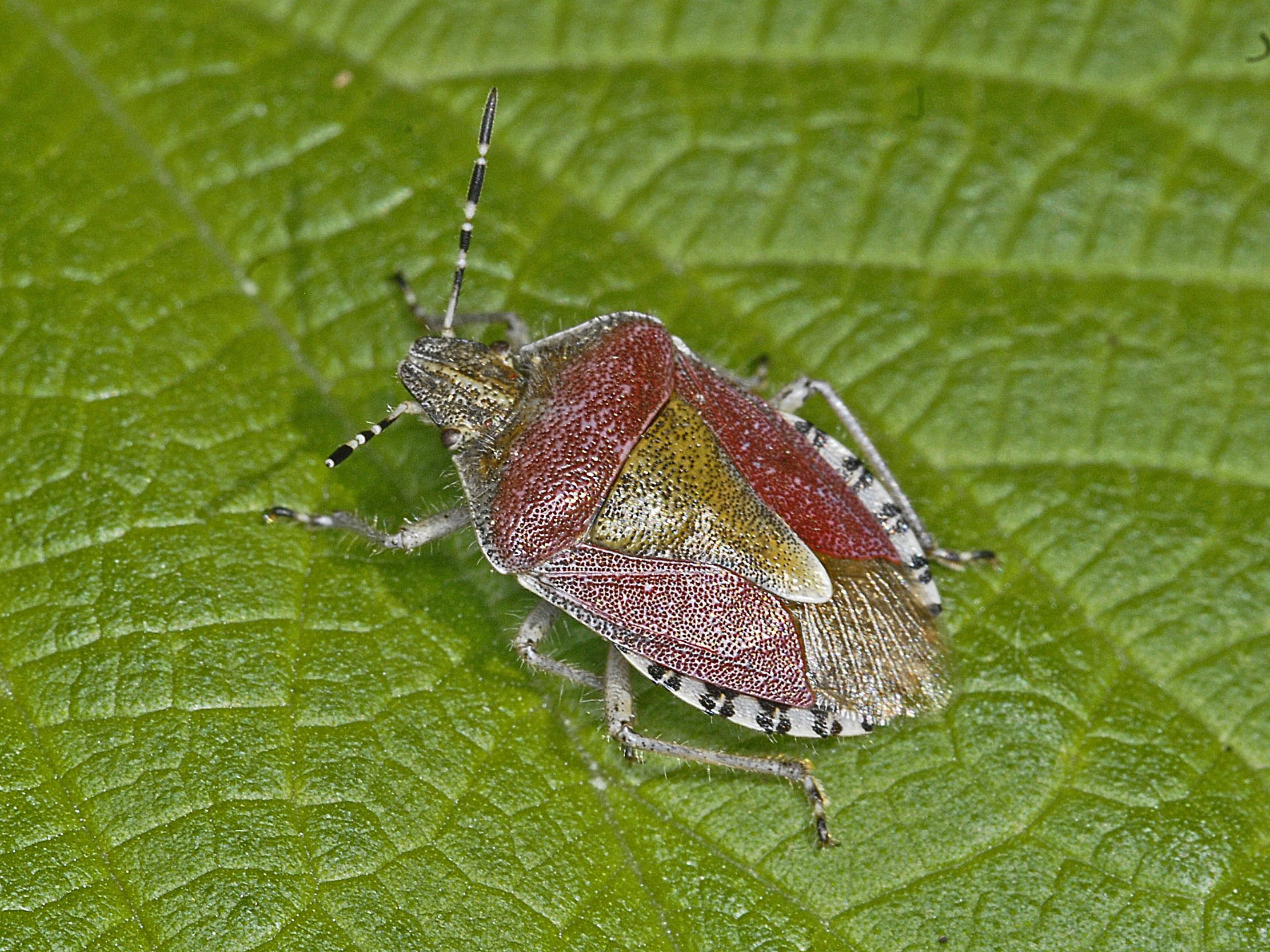
Ploșnita de câmp (Dolycoris baccarum)
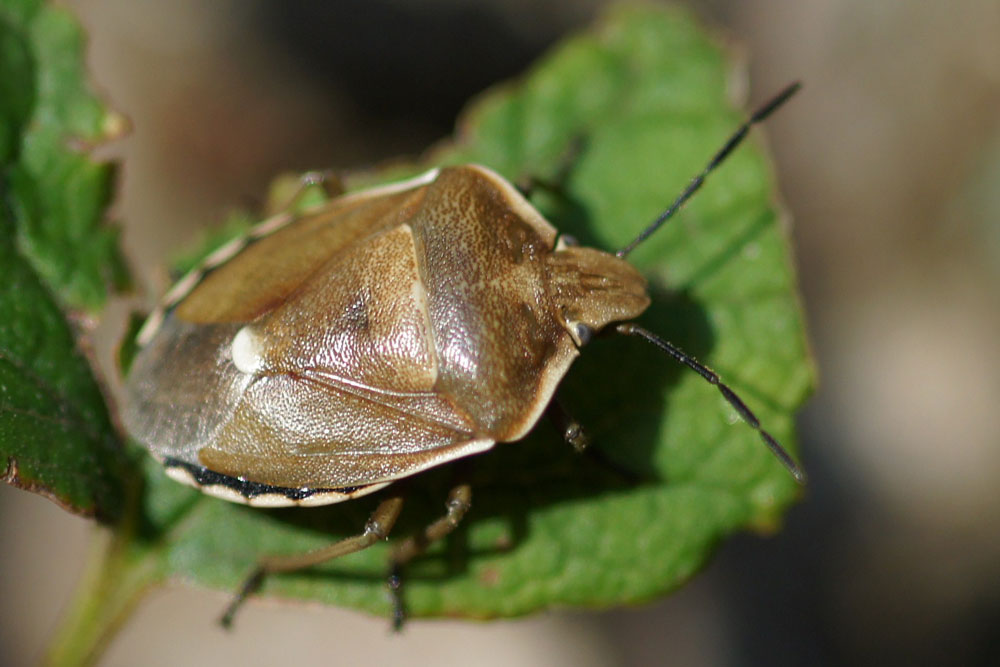
Ploșnita pinilor (Chlorochroa pinicola)